# Doom (серія ігор)
Doom — серія відеоігор жанру шутера від першої особи, розробник — id Software. Ранні ігри серії є одними з перших шутерів від першої особи, що використовували такі особливості як тривимірну графіку, багатокористувацьку гру та підтримку створюваних користувачами модів.
Сюжети ігор ґрунтуються на подвигах неназваного космічного піхотинця, що працює на Об'єднану аерокосмічну корпорацію (англ. Union Aerospace Corporation), б'ється проти орд демонів для того, щоб вижити та врятувати Землю від їх нападу.
Від першої гри серії, випущеної в 1993 році, серія поповнилася сиквелами, ремейком, безліччю модів, однойменним фільмом та кількома книгами за мотивами сюжету.

## Історія
У 1992 році американська компанія id Software випустила Wolfenstein 3D, гру, яку високо оцінили критики, вона отримала визнання гравців й стала комерційно успішною. Після випуску гри Джон Кармак, один з програмістів компанії, почав займатися вивченням нових технологій для нових ігор компанії, поки інша команда займалася розробкою гри Spear of Destiny, котру id Software повинна була розробити по договору з компанією FormGen. Частина його напрацювань згодом була використана на рушієві гри Shadowcaster, основним нововведенням стали зміни рівня освітленості, здатність текстурування підлоги та стелі, а також змінювати їхню висоту. Кевін Клауд, другий розробник id Software, за декілька хвилин оцінив всі гідності оновленого рушія та вирішив, що компанії варто скористатися всіма напрацюваннями в новій грі компанії.

## Ігри
- Doom
- Ultimate Doom
- Doom II: Hell on Earth
- Final Doom
- Doom 64
- Doom 3 (Resurrection of Evil)
- DOOM
- DOOM Eternal
- DOOM: The Dark Ages